# Planet of Sound
«Planet of Sound» es una canción de la banda de rock alternativo estadounidense Pixies. Es la segunda pista del álbum de 1991 Trompe le Monde. La canción describe la búsqueda del origen de la música rock. La búsqueda se hace en distintos planetas, dónde siempre le responden "This ain't the planet of sound" (este no es el planeta del sonido). La canción fue compuesta y cantada por el líder de la banda Black Francis y producido por Gil Norton. "Planet of Sound" fue el primer sencillo extraído del álbum Trompe le Monde.
La versión del sencillo es distinta a la original.

## Lista de canciones
1. «Planet of Sound» (Francis) – 2:09
2. «Theme from NARC» (Brian Schmidt) – 1:48
3. «Build High» (Francis) – 1:42
4. «Evil Hearted You» (Gouldman) – 2:37